# منتونا موسير
منتونا موسير (19 أكتوبر 1874-10 أبريل 1971) عاملة اجتماعية وقيادية شيوعية وكاتبة سويسرية. ولدت في عائلة ثرية، وأنكرت المجتمع الراقي، وانخرطت في العمل الخيري، وساعدت في إطلاق الحزب الشيوعي السويسري وواحدة من أولى عيادات تحديد النسل في زيورخ.
عارضت الفاشية في برلين، وصودر ميراثها الكبير عندما وصل هتلر إلى السلطة، وفي عام 1950، حصلت على المواطنة الفخرية لجمهورية ألمانيا الديمقراطية كمكافأة لتفانيها في خدمة الشيوعية. حصلت على وسام كلارا زيتكين ووسام الاستحقاق الوطني من ألمانيا الشرقية. تعدّ موسر من مؤسسات العمل الاجتماعي في سويسرا.

## النشأة
ولدت لويز موسير- الاسم التي عُمّدت به- في 19 أكتوبر 1874 في بادنويلر في الإمبراطورية الألمانية للبارونة فاني لويز فون سولزر-وارت من فينترتور في سويسرا وصانع الساعات والصناعي السويسري هاينريش موسير من شافهاوزن. جدها من ناحية والدتها البارون هاينريش فون سولزر-وارت، الذي ورث لقبه من جدها الأكبر، يوهان هاينريش فون سولزر-وارت، الذي حصل على رتبة النبلاء لخدمة ملك بافاريا ماكسيميليان الأول جوزيف.
أثار زواج والدها من والدتها في عام 1870 فضيحة رغم أنهما من طبقات المجتمع الراقية، إذ كانت فاني تبلغ من العمر 23 عامًا وهاينريش 65 عامًا. كان والدها قد جمع ثروة من صنع ساعة رخيصة الثمن ذات نوعية جيدة للبيع في السوق الروسية قبل أن يفتتح مصنعًا ثانيًا ناجحًا في سويسرا. كان لديه خمسة أطفال من زوجته الأولى التي توفيت قبل عشرين عامًا من زواجه مرة أخرى. اشترت فاني في عام 1887- بعد وفاة هاينريش- قصرًا كبيرًا بالقرب من أو في سويسرا، واستمتعت به ببذخ، ووضعت رعاية أطفالها في يد مربية. توترت العلاقة بين الأم وابنتها، إذ شعرت موسير أن والدتها تبنت موقفًا سلبيًا تجاهها وفضلت أختها الكبرى فاني. عاشت في عالم خيالي أصبح فيه والدها مبجلًا كالأبطال تقريبًا. تعلمت- كما اعتاد طلاب صفها- اللغتين الفرنسية والإنجليزية على يد المربيات.
سافرت العائلة خلال عامي 1888-1889 عبر مدن المنتجعات الصحية المختلفة مثل بادنويلر وكارلسروه وفيينا وفيسبادن، بينما كانت القلعة قيد التجديد، وكانت والدتها تتعالج على يد فرويد. اعتادوا قضاء الشتاء في أماكن مثل أوباتيا على سواحل البحر الأدرياتيكي، لكن موسير وجدت أسلوب الحياة التافه مملًا وأصبحت مقتنعة بأن مشاكل والدتها كانت بسبب افتقارها إلى الخدمة الاجتماعية.
بدأت موسير في عام 1891 دراسة علم الحيوان في جامعة زيورخ، لكن خلافًا مع والدتها بعد رحلة إلى مدينة الجزائر، دفع فاني إلى إرسال موسير إلى مدرسة داخلية في ويمبلدون في لندن. استمتعت موسير بالحرية وواصلت دراساتها في علم الحيوان، لكنها بدأت أيضًا دورات في علم النبات والأدب الإنجليزي. انخرطت استجابةً لظروف الفقراء الكائنين في ساوثوارك، في حركة الاستيطان وعلّمت بدورة مدتها سنتان، لتدريس العمل الاجتماعي في كليات البنات بجامعة كامبريدج. سجلت في عام 1899 وأكملت الدورة أثناء عملها في أحد منازل المستوطنة، وقضت أيضًا وقتًا في الإصلاحيات وإلقاء المحاضرات كمساعدة في الدورات المسائية المقدمة للمقيمين. عادت في عام 1901 إلى سويسرا لفترة وجيزة، وخلال رحلة واحدة إلى روما مع والدتها التقت بإليونورا دوس وشريكها غابرييل دانونزيو. ذهبت للعمل في مستشفى ريفي كممرضة عند عودتها إلى لندن، لكنها وجدت العمل مرهقًا. قررت العودة إلى سويسرا بحلول عام 1903.